# دیوید برکوف
دیوید "دیو" چارلز برکف (زاده 30 نوامبر 1966) ملقب به زیر دریایی، شناگر عضو سابق تالار مشاهیر آمریکایی، قهرمان المپیک و رکورددار سابق جهان در دو ماده است. برکف یک متخصص رشته کرال پشت بود که در بازی های المپیک 1988 و 1992 در مجموع چهار مدال در طول دوران حرفه ای خود کسب کرد. او بیشتر به خاطر شکستن سه بار شکستن رکورد جهانی 100 متر کرال پشت، در مسابقات مقدماتی آزمایشی المپیک 1988، به اولین شناگری تبدیل شد که در کمتر از 55 ثانیه 100 متر را طی کرد. همچنین او را به‌ خاطر استارت زیر آبی قدرتمندش در کرال پشت به یاد می‌آورند. ابداع تکنیک انفجاری معروف او که در دنیای شنا به «برکوف بلاستوف» شناخته و کماکان بکار برده میشود، استارتی است که پس از یک فشار بسیار قوی از کنار استخر، از وضعیت بدنی افقی با دست‌های قفل شده در بالای سر و در پی آن یک یا چند موج دلفینی آئرودینامیک است که رانش و سرعت زیادی ایجاد میکند.    لقب زیردریایی نیز از اجرای همین تکنیک استارت به او نسبت داده شده است. برکوف پس از استارت انفجاری خود تقریباً نیمی از طول استخر را به موجهای دلفینی در زیر آب طی میکرد.  

### رکورد جهانی آزمایشات المپیک 1988
در شنای آزمایشی المپیک در 13 آگوست 1988، برکف برای مسابقات مقدماتی 100 متر کرال پشت 54.95 شنا کرد و رکورد جهانی 100 متر کرال پشت ایگور پولیانسکی (URS) از کشور شوروی را شکست و دوباره با ثبت زمان 54:91 ثانیه رکورد جهانی را در فینال مسابقات المپیک شکست. او اولین شناگری بود که زیر کرال پشت را زیر 55 ثانیه شنا کرده است. 

### رکورد جهانی المپیک 1988 سئول
در بازی‌های المپیک تابستانی اکتبر 1988 در سئول کره جنوبی، او با شنای کرال پشت برای تیم برنده مردان ایالات متحده در مسابقه 4×100 متر مختلط مردان در فینال مسابقات با زمان 3:36:93، رکوردی جهانی ثبت کرده و 3 مدال طلا کسب کرد.
او رکورد جهانی 100 متر کرال پشت را در مسابقات مقدماتی المپیک 1988 سئول با 54.51 برای سومین بار شکست، اما در فینال ماده 100 متر کرال پشت مردان نتوانست همان زمان را تکرار کند و با ثبت زمان 55:18 و کسب مدال نقره در جایگاه دوم قرار گرفت.  

### المپیک 1992 بارسلون
در مسابقات شنای بازی‌های المپیک تابستانی 1992 بارسلون در کشور اسپانیا، برکوف با مربیگری شولبرگ و شنا برای تیم ایالات متحده در مسابقات مقدماتی 4×100 متر مختلط مردان، مدال طلای دیگری به دست آورد. وی همچنین در ماده 100 متر کرال پشت با ثبت زمان 54.78 به مدال برنز دست یافت.   

### زندگی حرفه ای و مربیگری
او بعد از پایان دوران شنای حرفه ای، در پاییز 1992 شروع به ادامه تحصیل کرد و در نهایت مدرک کارشناسی ارشد در علوم محیطی و مدرک دکتری حقوقی را از دانشگاه مونتانا دریافت کرد. برکوف پس از اردواج با شرلی گوستافسون صاحب دو فرزند شد.  او به عنوان یک وکیل متخصص در مسائل پوشش بیمه ای و دعاوی مدنی فعالیت دارد.

## همچنین ببینید
- لیست اعضای تالار مشاهیر بین المللی شنا
- فهرست مدال آوران المپیک در رشته شنا (مردان)
- رکورد جهانی 100 متر کرال پشت
- رکورد جهانی امدادی مختلط 4×100 متر پیشرفت

## لینک های خارجی
- "دیوید برکوف". Sports-Reference.com. Sports Reference. Retrieved {{{accessdate}}}. {{cite web}}: Check date values in: |accessdate= (help)
- David Berkoff (USA) – Honor Swimmer profile at International Swimming Hall of Fame توسط Wayback Machine (بایگانی‌شده ۲۰۱۵-۰۴-۰۲)

| رکوردها               | رکوردها                                                                                        | رکوردها          |
| --------------------- | ---------------------------------------------------------------------------------------------- | ---------------- |
| پیشین: Igor Polyansky | Men's 100-meter backstroke world record-holder (long course) August 12, 1988 – August 25, 1991 | پسین: Jeff Rouse |